# 常翠安
常翠安，加拿大卑詩省政治人物，卑詩新民主黨籍。
在2020年卑詩省大選中當選卑詩省省議會議員，代表北溫哥華-西摩選區。在2024年卑詩省大選中再度當選省議員。
曾任卑詩省暢通易達議會秘書。自2024年起任卑詩省長者服務及長期護理議會秘書，兼任專責卑詩省領事團廳長。